# هورسلی، نورث‌آمبرلند
هورسلی (به انگلیسی: Horsley) یک روستا و محله مدنی در بریتانیا است که در نورث‌آمبرلند واقع شده‌است. هورسلی ۴۰۵ نفر جمعیت دارد.